# Furia infernalis
Furia infernalis var under 1700-talet och 1800-talet ett påstått djur med mask- eller insektsliknande utseende som skulle ha levt i norra Sverige och Finland samt i Livland. Djuret var en fast beståndsdel i folktron i de nämnda regionerna men det fanns även flera vetenskapliga auktorer som beskrev djuret i sina avhandlingar, däribland Daniel Solander och Carl von Linné. Hittills finns inga bevis att Furia infernalis existerar. De sjukdomar eller symptom som djuret skulle orsaka kan idag förklaras på andra sätt.

## Beskrivning
Den första vetenskapliga beskrivningen av Furia infernalis gjordes enligt uppgifter i boken Universal-Lexikon der Gegenwart und Vergangenheit av den svenske botanikern Daniel Solander. Sedan blev djuret nämnt av flera andra auktorer. Till exempel berättade Carl von Linné att han 1728 under en exkursion i närheten av Lund blev biten av djuret. Linné blev biten i högra armen som kraftigt svällde upp och han blev sängliggande. Efter ett ingrepp av fältskär Snell, som öppnade ett sår från armbågen till axeln, började Linné återhämta sig. Linné beskrev djuret i Systema naturae och i en tysk encyklopedi för medicin från 1830 nämns Linné som auktor för det "vetenskapliga namnet", Furia infernalis.
I alla dessa skrifter beskrevs djuret som en mikroskopiskt liten insekt eller mask som bara är "några få linjer" lång och som inte är tjockare än ett hår. Över hela kroppen skulle det finnas små borst eller taggar med hullingar. Enligt påståendet lever Furia infernalis på träd eller i träskmarker på bladvass och flyttar omkring med vinden. De olika texterna fortsätter att människor eller andra stora djur blir skadade när Furia infernalis biter eller tränger in helt i kroppen genom hud och muskler. Först skulle man bara se ett rött ställe på huden och sedan tillkommer kallbrand, ont i halsen, muskelkontraktioner och medvetslöshet innan offret dör en plågsam död. Linné rekommenderade att skära bort den infekterade kroppsdelen medan svensk naturmedicin uppmanade att lägga färskost på stället så att djuret kan flytta över.
Redan tidigt fanns vetenskapsmän som Johann Friedrich Blumenbach och Karl Asmund Rudolphi som ifrågasatte uppgifterna om djuret. De förklarade de nämnda symptomen med inflammation efter insektsbett, sepsis eller som lokala reaktioner på infektionssjukdomar som smittkoppor eller mjältbrand. En nyare tolkning är allergiska reaktioner på insektsbett.